# János Hadik
Dans le nom hongrois Hadik János, le nom de famille précède le prénom, mais cet article utilise l’ordre habituel en français János Hadik, où le prénom précède le nom.
Le comte János Hadik de Futak (futaki gróf Hadik János), né le 23 novembre 1863 à Pálóc et mort le 10 décembre 1933 à Budapest est un homme d'État hongrois, appartenant à la famille Hadik. 
Il occupe le poste de ministre-président de la Hongrie du 30 au 31 octobre 1918. .